# Order Imperium Brytyjskiego
Order Imperium Brytyjskiego (pełna nazwa ang. The Most Excellent Order of the British Empire, pol. Wielce Wspaniały Order Imperium Brytyjskiego, daw. Order Wielce Wspaniały Cesarstwa Brytańskiego) – brytyjski order ustanowiony 4 czerwca 1917 przez Jerzego V.
Order jest przyznawany za działania we wszystkich dziedzinach życia publicznego – otrzymują go także sportowcy, aktorzy i muzycy.
Motto orderu brzmi: FOR GOD AND THE EMPIRE (pol. DLA BOGA I IMPERIUM).

## Klasy orderu
Order dzieli się na dwie kategorie – cywilną i wojskową, a każda z nich na pięć klas:
- I klasa: Kawaler Krzyża Wielkiego lub Dama Krzyża Wielkiego – Knight/Dame Grand Cross (GBE),
- II klasa: Kawaler Komandor lub Dama Komandor – Knight/Dame Commander (KBE lub DBE)
- III klasa: Komandor – Commander (CBE),
- IV klasa: Oficer – Officer (OBE),
- V klasa: Kawaler (dosł. Członek) – Member (MBE),

z dodatkowo afiliowanym do orderu Medalem Imperium Brytyjskiego.
Osoby odznaczone mają prawo do używania skrótu odpowiedniej klasy orderu po nazwisku (GBE, KBE / DBE, CBE, OBE lub MBE). Osoby odznaczone orderem dwóch najwyższych klas mają prawo do tytułu szlacheckiego i używania słów „Sir” lub „Dame” (Dama) przed imieniem i nazwiskiem (tytułów tych używa się zawsze z imieniem i nazwiskiem lub z samym imieniem, nigdy z samym nazwiskiem odznaczonej osoby) – pod warunkiem że są obywatelami kraju, w którym brytyjski monarcha jest uznawany za głowę państwa.

## Kolejność starszeństwa
W kolejności starszeństwa brytyjskich odznaczeń państwowych poszczególne klasy są wymieszane z innymi klasami różnych orderów w kolejności:

...
- Krzyż Wielki Orderu Wiktoriańskiego
- Krzyż Wielki Orderu Imperium Brytyjskiego
- Order Towarzyszy Honoru
- Kawaler/Dama Komandor Orderu Łaźni
- Kawaler/Dama Komandor Orderu św. Michała i św. Jerzego
- Kawaler/Dama Komandor Orderu Wiktoriańskiego
- Kawaler/Dama Komandor Orderu Imperium Brytyjskiego
- Komandor Orderu Łaźni
- Komandor Orderu św. Michała i św. Jerzego
- Komandor Orderu Wiktoriańskiego
- Komandor Orderu Imperium Brytyjskiego
- Order Wybitnej Służby
- Oficer Orderu Wiktoriańskiego
- Oficer Orderu Imperium Brytyjskiego
- Kawaler Orderu Wiktoriańskiego
- Kawaler Orderu Imperium Brytyjskiego
- Krzyż Dzielności Znamienitej

...

## Odznaczeni
Spośród Polaków uhonorowani tym odznaczeniem zostali m.in. Ignacy Jan Paderewski, Jerzy Limon, Władysław Bobiński, Zbigniew Pełczyński, Jan Leśniak, Mieczysław „Rygor” Słowikowski, Krystyna Skarbek oraz Jerzy Szmajdziński.